# One Sky One World
One Sky One World è un festival internazionale di aquiloni per la pace, che ha luogo annualmente in contemporanea mondiale, nella seconda domenica di ottobre.
L'evento ha avuto inizio nel 1985 a Denver, in Colorado, quando in occasione di un summit per il disarmo nucleare tra il presidente degli Stati Uniti Ronald Reagan e il capo di Stato dell'Unione Sovietica Michail Gorbačëv, l'aquilonista Jane Parker-Ambrose consegnò agli statisti un aquilone con il simbolo che divenne poi il distintivo della manifestazione e con un testo inneggiante alla pace e alla necessità della pacifica e responsabile condivisione delle risorse della Terra, chiamando a raccolta molti aquilonisti a rinforzare il suo messaggio. Da allora l'iniziativa si è diffusa in tutto il mondo ed sono divenute centinaia le località dove gli aquiloni in quella giornata volano per la pace.

## One Sky One World in Italia
La più grande edizione italiana si svolge presso l'Aeroporto di Foligno , organizzato dal gruppo " I Millepiedi" a partire dal 1988 e vede la partecipazione di gruppi nazionali ed internazionali con l'esibizione di aquiloni statici, acrobatici ed a motore. Dal 2001 anche in Liguria si celebra questa giornata per la pace. Tra il 2001 ed il 2004 gli aquilonisti liguri del 30KiteClub hanno richiamato a Genova-Pegli tanti aquilonisti ed associazioni varie tra cui Emergency, Music for Peace, Bottega Solidale, Legambiente, Anpi. Dal 2005 "One Sky One World" Liguria è approdata a Savona, sulla spiaggia del Priamar. Nel 2009 il Festival è abbinato ad un laboratorio di costruzione che coinvolge diversi istituti scolastici con un gran numero di alunni.
Dal 2004 anche Brescia ha il suo "One Sky One World", organizzato dal gruppo  degli "Aquilonisti Bresciani"
Nel 2017 ha avuto luogo l'ultima edizione savonese dell'evento, impreziosita dalla prestigiosa partecipazione del Club giapponese FUJJIN KAY da Toyama, e caratterizzata dalle migliori condizioni meteo possibili, che hanno consentito il volo di tutti i tipi di aquiloni donando uno spettacolo unico ai visitatori.
Nel 2018 il Festival aquilonistico "One Sky One World" del 30 Kite Club è approdato a Spotorno, la città organizzatrice del ventennale "Festival del Vento", che vede di buon grado questa pacifica e colorata manifestazione.